# Campo de Besteiros
Campo de Besteiros es una freguesia portuguesa del concelho de Tondela, con 7,90 km² de superficie y 1.379 habitantes (2001). Su densidad de población es de 176,6 hab/km².

## Galería

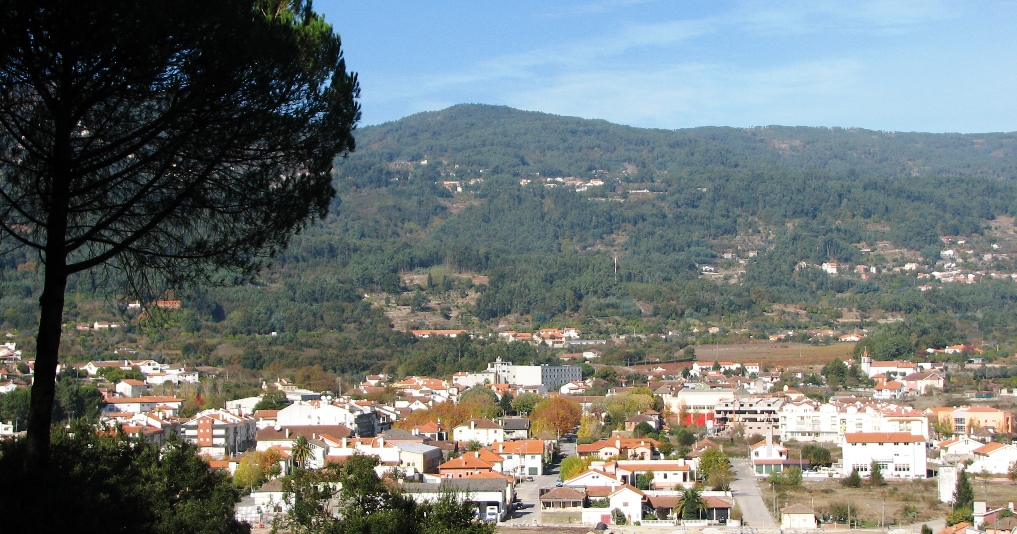
Vista parcial